# Lazy Bones
Lazy Bones (englisch für Faulpelz) war die erste Fernbedienung für Fernseher. Sie wurde 1950 von der Zenith Radio Corporation entwickelt. Das Design stammt von Melvin H. Boldt.

## Geschichte
Nach dem Zweiten Weltkrieg wollte Eugene F. McDonald, Präsident der Zenith Radio Corporation, die Fernsehzuschauer von nervigen Werbespots befreien. Seine erste Idee war die Einführung von subscripted TV, einer Art Vorläufer des Pay-TV. Mit dieser Idee war er jedoch seiner Zeit weit voraus, da sie sich technisch nicht umsetzen ließ. Als Nächstes wollte er Kabelfernbedienungen, die er während seiner Zeit bei der US Navy kennengelernt hatte, für den Fernseher adaptieren. Er beauftragte seine Angestellten, ein entsprechendes Gerät zu entwickeln. Mit dem Werbeslogan „Prest-o! Change-o! With Zenith’s Lazy Bones you remain seated during an entire evening’s television entertainment!“ brachte Zenith den Lazy Bones 1950 auf den Markt. Das Gerät konnte sich am Markt jedoch nicht durchsetzen, da das Kabel schnell zur Stolperfalle wurde.

## Funktion
Die Fernbedienung hatte die Form einer Handgranate. Sie war mittels eines langen Kabels mit dem Fernseher verbunden und verfügte über Tasten zum Programmwechsel sowie zum Ein- und Ausschalten des Geräts. Über die Tasten zum Kanalwechsel wurde im Fernseher ein Motor angesteuert, der den Drehknopf für die Senderwahl betätigte.